# Mayra González
Mayra González Borroto, kubanska veslačica, * 11. julij 1968, Sancti Spíritus.
Gonzálezova je za Kubo nastopila na Poletnih olimpijskih igrah 2000 v Sydneyju in 2008 v Pekingu. V letih 2003 in 2007 je bila prvakinja Pan Ameriških iger v enojcu.